# A Serbian Film
A Serbian Film (Srpski film) è un film del 2010 diretto da Srđan Spasojević. È il primo film del regista serbo ed è stato presentato al South by Southwest, festival musicale e cinematografico di Austin.
Sin dall'uscita, il film ha fatto scalpore e si è attirato molte critiche per la sua efferata descrizione di stupri, atti di necrofilia, e abusi sessuali su minori. Il governo serbo aprì un'indagine ufficiale circa la pellicola per reati contro la morale comune. Il film è stato bandito in Spagna, Portogallo, Francia, Australia, Nuova Zelanda, Malaysia, e Singapore, rifiutato in Norvegia, tagliato di circa 19 minuti al montaggio negli Stati Uniti causa censura, vietato ai minori di 18 anni in Svizzera e Italia e temporaneamente messo al bando in Brasile dove una decisione finale sul film deve essere ancora presa.

## Trama
Miloš è un ex pornodivo serbo, allontanatosi prematuramente dal set per passare più tempo con la moglie Marija e il figlio piccolo Petar. Un giorno, la sua ex collega Lejla lo informa che il regista Vukmir lo vorrebbe come attore nella sua nuova produzione, girata in Serbia ma concepita per il mercato estero. Miloš accetta di conoscere Vukmir e avere più dettagli sul film, spinto dalle difficoltà economiche della sua famiglia. L'indomani, Miloš e Vukmir si incontrano nella villa di quest'ultimo e Vukmir spiega di volere lo stesso Miloš nella sua pellicola perché "rappresenta il filo conduttore tra la pornografia e l'arte". La cifra offerta da Vukmir è esorbitante, ma nel contratto è specificato che Miloš non saprà nulla di quello che sta girando. Dopo averne discusso con la moglie, Miloš decide di accettare l'offerta. In un successivo incontro con Vukmir, Miloš nota una task force cinematografica composta da un uomo calvo e due cameraman uscire dalla villa.
La mattina seguente Miloš si reca sul set, un orfanotrofio abbandonato, e inizia il lavoro. Durante le riprese, Miloš riceve istruzioni da Vukmir mediante un auricolare datogli da Raša, autista e guardia del corpo dello stesso Vukmir. All'interno dell'orfanotrofio, Miloš vede una ragazzina, Jeca, mentre viene picchiata dalla madre, una prostituta. La madre viene mandata via da un'infermiera che poco dopo porta Miloš in una stanza scura, dove gli pratica del sesso orale. In una seconda scena, è la madre a dover praticare sesso orale con Miloš davanti agli occhi della figlia: Miloš si rifiuta, ma sotto costrizione dei cameraman è forzato a continuare, schiaffeggiando la donna ripetutamente. Vukmir è entusiasta del lavoro finora svolto da Miloš, che al contrario non si dimostra disposto a usare la violenza sul set.
Miloš contatta il fratello Marko, un poliziotto corrotto, al quale chiede di raccogliere informazioni su Vukmir. Marko esegue, ma senza trovare nulla di sospetto nel passato del regista: egli, infatti, ha lavorato come psicologo e ha avuto una breve carriera all'interno delle forze di polizia; poco si sa sulla sua attività da produttore e regista. Miloš si confida con Marija riguardo a ciò che succede sul set, e decide di ritirarsi dalla produzione della pellicola.
Il giorno seguente Miloš informa Vukmir che non intende più proseguire le riprese a causa del contenuto del film, che va ben oltre il normale sesso. Per convincerlo a continuare a girare il film, Vukmir spiega che la violenza cui Miloš ha dovuto assistere è la metafora che spiega come il governo serbo abbia messo in ginocchio un'intera nazione, obbligandola a fare cose che non vorrebbe fare. Vukmir definisce se stesso, Miloš e il popolo serbo come "vittime", e afferma che è la "vittima" ciò che vende di più. Vukmir afferma inoltre che nel film che sta girando Miloš è l'unico a non essere la vittima e gli mostra un filmato in cui una donna partorisce un bambino che viene immediatamente stuprato da Raša. Miloš disgustato decide di andarsene.
Miloš si sveglia nel suo letto, completamente ricoperto di sangue: guardando l'orologio, si rende conto che sono passati due giorni (di cui non ricorda nulla) da quando ha rinunciato a continuare le riprese. Intuendo di essere stato drogato da Vukmir, Miloš cerca di mettersi in contatto con la sua famiglia e con Marko, ma nessuno risponde alle sue chiamate. Egli decide, allora, di tornare allo studio di Vukmir, ma il posto è completamente deserto. In uno degli uffici di Vukmir, Miloš trova una videocamera e varie minicassette, le quali ricostruiscono i due giorni di cui lo stesso Miloš non ha più memoria.
Flashback: Miloš viene sedotto dalla dottoressa di Vukmir e portato su un nuovo set: la dottoressa gli inietta una droga che lo rende aggressivo e furioso. Durante le riprese, Miloš ha un rapporto sessuale e poi uccide senza pietà la madre di Jeca, incatenata al letto. In seguito, un Miloš incosciente a causa della droga subisce un abuso da parte di uno dei cameraman. Poco tempo dopo, Lejla litiga con Vukmir per aver manipolato Miloš e afferma che sia lei che lo stesso Miloš non lavorano più per lui. Lejla viene rapita, subisce la rimozione di tutti i denti, viene incatenata e infine uccisa da un uomo mascherato, che la soffoca con il suo pene.
Miloš, ancora sotto l'effetto della droga, viene condotto a casa di Jeca, dove la nonna della ragazza lo ringrazia per aver ucciso la madre della stessa Jeca. Come ricompensa, la donna offre la stessa Jeca, ma Miloš sembra rinsavire e minaccia Vukmir di tagliarsi il pene con un coltello, prima di scappare lanciandosi fuori da una finestra. Inseguito dagli uomini di Vukmir, Miloš cerca di contattare Marko per farsi venire a prendere in un vicolo vicino, ma viene scoperto prima e portato in un magazzino. Qui, la dottoressa prepara altre droghe da somministrare a Miloš, ma questi riesce a sopraffarla e a ucciderla.
Miloš viene condotto dai cameraman sul set per girare la scena finale della pellicola. Vukmir indica due corpi in stato di incoscienza, ricoperti da un lenzuolo. Miloš e l'assassino di Lejla hanno un rapporto con le due persone, mentre quest'ultimo viene smascherato da Vukmir. L'uomo mascherato si rivela essere Marko che, invidioso della famiglia che Miloš si era costruito, voleva rovinargli la vita suggerendo a Vukmir di includere proprio Miloš nel suo film. Vukmir scosta il lenzuolo, rivelando i corpi di Marija e Petar e chiamando la scena ripresa Una famiglia serba unita e felice. Un Miloš orripilato si scaraventa furiosamente contro Vukmir, uccidendolo sbattendogli ripetutamente la testa contro il pavimento. Marija assalta Marko, sgozzandolo a morsi e finendolo spappolandogli la testa con una scultura. Miloš uccide i due cameraman con le loro stesse pistole e ingaggia uno scontro con Raša: Miloš lo uccide infilandogli il pene in un occhio. Un Vukmir morente urla a Miloš "Questa è arte, Milos! Questo è cinema!" prima di spirare. Miloš carica i corpi della moglie e del figlio in un'auto e li riporta a casa. Qui tenta il suicidio con una delle pistole scariche dei cameraman, ma in preda al delirio si accascia sul suo letto, addormentandosi.
Presente: Miloš, che nel frattempo si era recato sul set dell'ultima scena, si dispera per quello che ha fatto e decide di fare ritorno a casa, dove trova la moglie e il figlio in stato di semincoscienza. Miloš e Marija capiscono che non possono continuare a vivere come se nulla fosse, dopo quello che è successo. Miloš, Marija e Petar si sdraiano a letto e compiono un suicidio collettivo. La mattina seguente, la crew cinematografica vista all'inizio del film si presenta a casa della famiglia. L'uomo calvo, rivolgendosi a uno dei due cameraman, dice "Forza, comincia con il più piccolo", mentre il cameraman si tira giù la zip.

## Produzione
Il film, che è stato concepito per il mercato serbo, è stato sceneggiato quasi interamente dal regista, con l'aiuto del critico di film horror Aleksandar Radivojević, famoso per la recensione del blockbuster serbo Tears for Sale.